# Château de Percenat
Le château de Percenat est un édifice situé à Barberier, en France.

## Localisation
Le château est situé sur le territoire de la commune de Barberier, dans le département de l'Allier, en région Auvergne-Rhône-Alpes.

## Description
Le château dont le corps de logis principal, à deux niveaux et niveau sous comble, est adossé, en pignon, par deux pavillons carrés et, en façade, par deux tourelles d’angle, de plan carré à pans coupés.

## Historique
Il ne reste rien de l’ancienne construction, remplacée par un château moderne, près de la route de Bayet. Le château actuel est construit en 1855-1856 par la famille Yvon.